# Lennard Kämna
Lennard Kämna (Wedel, 9 september 1996) is een Duits wielrenner die sinds 2025 rijdt voor Lidl-Trek.

## Biografie
In de jeugdcategorieën blonk Kämna voornamelijk uit in het Tijdrijden. In 2014 werd hij zowel nationaal-, Europees-, als wereldkampioen tijdrijden bij de junioren. Het daaropvolgende jaar werd hij op het WK tijdrijden derde, ditmaal bij de Beloften. Een seizoen later won hij de Europese tijdrittitel eveneens bij de U23. 
In 2017 maakte hij zijn debuut in de UCI World Tour. Hij tekende een contract bij Team Sunweb. Op het einde van dat jaar won hij samen met zijn ploegmaats: Sam Oomen, Søren Kragh Andersen, Michael Matthews, Wilco Kelderman en Tom Dumoulin het WK ploegentijdrijden.
In de Grote Rondes boekte hij zijn eerste etappezege in de Ronde van Frankrijk. Vanuit de kop van de koers won hij de 16e etappe, voor Richard Carapaz. In 2022 won hij zijn eerste etappe in de Ronde van Italië, wederom vanuit een kopgroep. Ditmaal troefde hij Juan Pedro López af op de vulkaan de Etna. Een jaar later maakte hij de trilogie compleet van etappezeges in Grote Rondes, hij won de 9e etappe. In deze etappe lag de aankomst, net als in zijn andere etappezeges in een van de Grote Rondes, bergop. Matteo Sobrero werd tweede achter Kämna met een verschil van 13 seconden.

## Palmares

### Overwinningen
2017 - 1 zege
 UCI Ploegentijdrit in Bergen
2020 - 2 zeges
4e etappe Critérium du Dauphiné
16e etappe Ronde van Frankrijk
2021 - 1 zege
5e etappe Ronde van Catalonië
2022 - 4 zeges
5e etappe Ruta del Sol
3e etappe Ronde van de Alpen
4e etappe Ronde van Italië
 Duits kampioen tijdrijden, Elite
2023 - 2 zeges
3e etappe Ronde van de Alpen
9e etappe Ronde van Spanje

### Resultaten in voornaamste wedstrijden
| Jaar | Ronde van Italië | Ronde van Frankrijk | Ronde van Spanje |
| ---- | ---------------- | ------------------- | ---------------- |
| 2017 |                  |                     | opgave           |
| 2018 |                  |                     |                  |
| 2019 |                  | 40e                 |                  |
| 2020 |                  | 33e (1)             |                  |
| 2021 |                  |                     |                  |
| 2022 | 19e (1)          | opgave              |                  |
| 2023 | 9e               |                     | 30e (1)          |

| Jaar | Milaan-San Remo | Parijs-Roubaix | Amstel Gold Race | Luik-Bast.‑Luik | Ronde van Lombardije | Waalse Pijl | Strade Bianche |  | Wereldranglijsten |
| ---- | --------------- | -------------- | ---------------- | --------------- | -------------------- | ----------- | -------------- |  | ----------------- |
| 2017 |                 |                |                  |                 |                      |             |                |  | 373e (UWT)        |
| 2018 | 105e            |                |                  |                 | opgave               |             | opgave         |  | 412e (UWT)        |
| 2019 |                 | opgave         | 110e             |                 |                      | opgave      |                |  | 882e (UWT)        |
| 2020 |                 |                |                  | 21e             |                      | 62e         |                |  |                   |
| 2021 |                 |                |                  |                 |                      |             |                |  |                   |
| 2022 |                 |                |                  |                 |                      |             |                |  |                   |
| 2023 |                 |                |                  |                 |                      |             | 29e            |  |                   |

## Ploegen
- 2015 –  Team Stölting
- 2016 –  Stölting Service Group
- 2017 –  Team Sunweb
- 2018 –  Team Sunweb
- 2019 –  Team Sunweb
- 2020 –  BORA-hansgrohe
- 2021 –  BORA-hansgrohe
- 2022 –  BORA-hansgrohe
- 2023 –  BORA-hansgrohe
- 2024 –  BORA-hansgrohe
- 2025 –  Lidl-Trek

Andersen · Arndt · Barguil · Bauhaus · Curvers · Ten Dam · De Backer · Dumoulin   · Fröhlinger · Geschke · Haga · Hamilton · Hofstede · Kämna · Kelderman · Lunke · Matthews · Oomen · Preidler · Sinkeldam · Stamsnijder · Teunissen · Timmer · Waeytens · Walscheid · Kanter (stagiair) · Rohde (stagiair)
Andersen · Arndt · Bauhaus · Curvers · ten Dam · Dumoulin   · Fröhlinger · Geschke · Haga · Hamilton · Hindley · Hofstede · Kämna · Kelderman · Matthews · Oomen · Stamsnijder · Storer · Teunissen · Theuns · Tusveld · Vervaeke · Walscheid
Arndt · Bakelants ·  Bol · Curvers · Dumoulin · Fröhlinger · Haga · Hamilton · Hindley · Hirschi · Kämna · Kanter · Kelderman · A. Kragh Andersen · S. Kragh Andersen · Matthews · Nieuwenhuis · Oomen · Pedersen · Power · Roche · Storer · Stork · Tusveld · Vervaeke · Walscheid · Eekhoff (stagiair) · Kooistra (stagiair) · Salmon (stagiair)
Ackermann · Baška · Benedetti · Bodnar · Buchmann · Burghardt · Drucker · Fabbro · Gamper · Gatto · Großschartner · Kämna · Konrad · Laas · Majka · McCarthy · Mühlberger · Oss · Poljański · Pöstlberger · J. Sagan · P. Sagan · Schachmann · Schelling · Schillinger · Schwarzmann · Selig
Ackermann · Aleotti · Baška · Benedetti · Bodnar · Buchmann · Burghardt · Fabbro · Gamper · Großschartner · Kämna · Kelderman · Konrad · Laas · Meeus · Oss · Palzer (vanaf 1 april) · Politt · Pöstlberger · J. Sagan · P. Sagan · Schachmann · Schelling · Schillinger · Schwarzmann · Selig · Walls · Wandahl · Zwiehoff
Aleotti · Archbold · Benedetti · Bennett · Buchmann · Fabbro · Gamper · Großschartner · Haller · Higuita · Hindley · Kämna · Kelderman · Koch · Konrad · Laas · Lührs · Meeus · Mullen · Palzer · Politt · Pöstlberger · Schachmann · Schelling · Uijtdebroeks · van Poppel · Vlasov · Walls · Wandahl · Zwiehoff · Lipowitz (stagiair)
Aleotti · Archbold · Benedetti · Bennett · Buchmann · Denz · Fabbro · Gamper · Haller · Higuita · Hindley · Jungels · Kämna · Koch · Konrad · Koretzky · Lipowitz · Lührs · Meeus · Mullen · Palzer · Politt · Schachmann · Schelling · Uijtdebroeks · van Poppel · Vlasov · Walls · Wandahl · Zwiehoff
Adrià · Aleotti · Benedetti (tot 18/8) · Buchmann · Denz · Gamper · Hajek · Haller · Herzog · Higuita · Hindley · Jungels · Kämna · Koch · Lipowitz · Lührs · Maciejuk · Martínez · Meeus · Mullen · Palzer · Roglič · Schachmann · Sobrero · van Poppel · Vlasov · Wandahl · Welsford · Zwiehoff